# North Lanarkshire
North Lanarkshire is een raadsgebied (council area) in het midden van Schotland met een oppervlakte van 470 km². De hoofdplaats is Motherwell.

## Plaatsen
| - Airdrie - Allanton - Auchinloch - Bellshill - Caldercruix - Chryston - Cleland - Coatbridge - Cumbernauld - Croy - Dullatur |  | - Gartcosh - Harthill - Kilsyth - Moodiesburn - Motherwell - Plains - Salsburgh - Shotts - Stepps - Tannochside - Wishaw |

Aberdeen · Aberdeenshire · Angus · Argyll and Bute · City of Edinburgh · Clackmannanshire · Dumfries and Galloway · Dundee City · East Ayrshire · East Dunbartonshire · East Lothian · East Renfrewshire · Falkirk · Fife · Glasgow City · Highland · Inverclyde · Midlothian · Moray · Na h-Eileanan Siar (Buiten-Hebriden) · North Ayrshire · North Lanarkshire · Orkney Islands · Perth and Kinross · Renfrewshire · Scottish Borders · Shetland Islands · South Ayrshire · South Lanarkshire · Stirling · West Dunbartonshire · West Lothian
Zie ook: lieutenancy areas, de vroegere regio's en graafschappen